# Rosenfors, Skogstorp

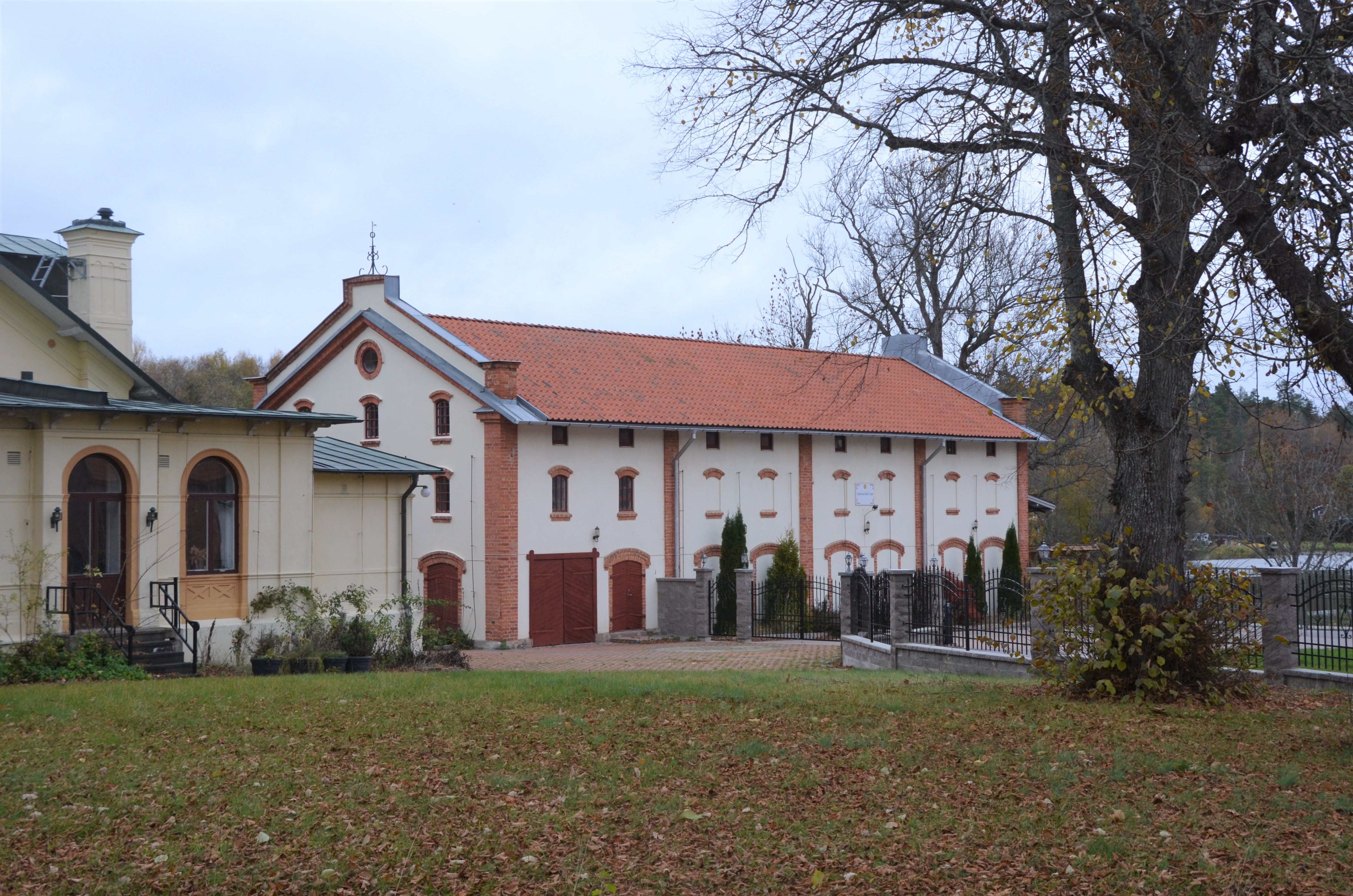
Tidigare B & O Libergs Fabriks AB:s fabriksbyggnad

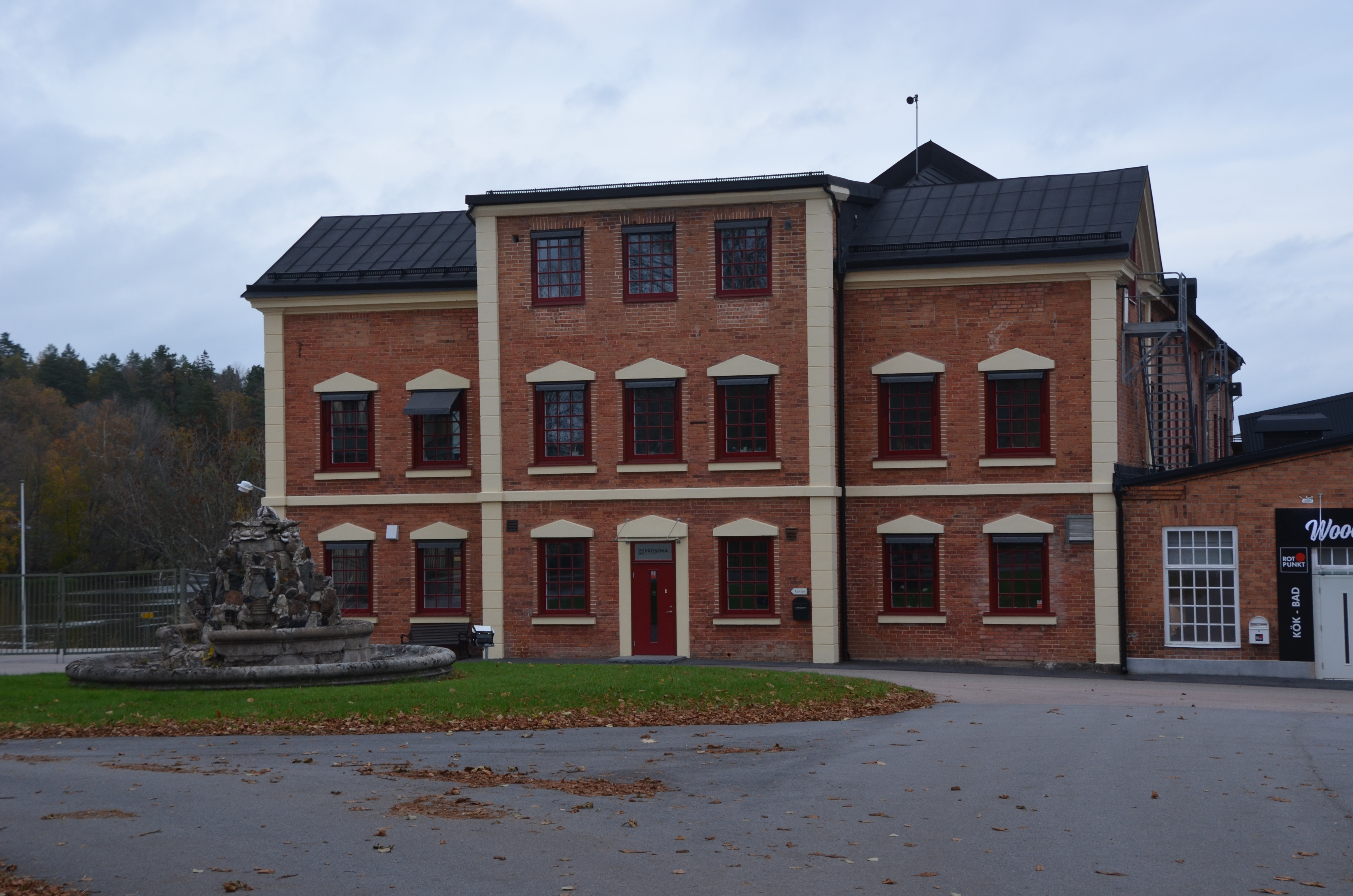
Kontorsbyggnaden

Rosenfors är området närmast Rosenforsen i Hyndevadsån i Skogstorp. 
Skogstorps bruk vid Hyndevadsån grundades på 1500-talet. Det ägdes vid mitten av 1600-talet av Henrik Lohe och såldes 1738 av familjen Lohe till översten Conrad Gustaf von Siegroth (1694–1762) på Lagersbergs säteri. Det bytte då namn till Rosenbergs bruk. Lagersbergs säteri hade rätt till fallen i Hyndevadsån och namngav de nedersta fallen till Rosenfors.
Rosenbergs bruk lades ned 1843, men 1861 etablerade bröderna Bernhard och Oscar Liberg en finsmidesmanufaktur på mark de köpt på Bruksholmen vid Rosenfors som Rosenfors manufakturverk, som 1896 blev B & O Libergs Fabriks AB. Söder om fabriken anlade familjen Liberg på 1870-talet en privat engelsk park, Rosenforsparken, vilken numera är tillgänglig för allmänheten. 
Eskilstuna Jernmanufaktur AB (Jernbolaget) förvärvade 1921 B & O Libergs Fabriks AB, och dess verksamhet i Rosenfors benämndes Rosenfors Jernmanufakturverk. Efter det att Jernbolaget lagt ned tillverkning i Skogstorp 1957, användes fabrikslokalerna av Sveaverken AB fram till början av 2000-talet. Idag finns bland andra Swerob Service AB på företagsområdet, som ägs av fastighetsföretaget Rosenfors fabriker AB.